# LSV Markersdorf an der Pielach
Der LSV Markersdorf an der Pielach war ein österreichischer (ostmärkischer) Fußballverein aus der heutigen Gemeinde Markersdorf-Haindorf in Niederösterreich.

## Geschichte LSV Markersdorf
Der Luftwaffensportverein Markersdorf wurde im Jahr 1939 gegründet. In der Saison 1941/42 spielte der Verein bereits in der Gauliga Niederdonau, deren Meisterschaft damals im K.-o.-System entschieden wurde. Nachdem im Semifinale der MSV Brünn (heute Brno, Tschechien) mit 2:1 und im Finale der 1. Wiener Neustädter SC mit 5:3 bezwungen wurden, qualifizierten sich die Markersdorfer für die Aufstiegsspiele zur Bereichsliga Donau-Alpenland, der damals höchsten ostmärkischen Liga. Der LSV verlor jedoch beide Spiele gegen die Meister der beiden Wiener 1. Klassen SG Reichsbahn Wien und Wiener AC. Mit null Punkten und einem Torverhältnis von 1:7 blieb nur der letzte Rang. 
Der Luftwaffenstützpunkt diente damals auch als „Auffanglager“ für eingerückte Fußballspieler. Von ihren Stammvereinen dorthin versetzt wurden z. B. österreichische Teamspieler wie Karl Durspekt (SK Admira Wien), Karl Sesta (Austria Wien), Lukas Aurednik (Rapid Wien), Adolf Huber (Austria Wien), Max Merkel (Wiener Sport-Club) und deutsche Teamspieler wie Walter Dzur (Dresdner SC), Paul Zielinski (Hamborn 07) und Hiltrop (Hannover 96). Mit der Klasse, die diese Spieler mitbrachten, war der Aufstieg des LSV Markersdorf vorgezeichnet. 
Im Spiel um den Titel in der Gauliga Niederdonau 1942/43 wurden im Semifinale der LSV Wiener Neustadt und im Finale die RSG Wiener Neustadt besiegt. In den Aufstiegsspielen zur Gauliga Donau-Alpenland trafen die Luftwaffensportler auf den steirischen Meister Kapfenberger SC und den Kärntner Meister Villacher SV. Mit einem Torverhältnis von 18:6 bei drei Siegen und nur einer Niederlage wurde souverän der Aufstieg in die höchste ostmärkische Liga geschafft. Dort belegte man 1943/44 sensationell den sechsten Rang noch vor Vereinen wie dem SK Rapid Wien und Wacker Wien. Aufgrund der Kriegsgeschehnisse mussten aber immer mehr Spieler ihren Soldatendienst versehen, worauf sich der Verein nach Saisonende aus der Liga zurückziehen musste und aufgelöst wurde.

## Erfolge
- Meister der Gauliga Niederdonau: 1941/42, 1942/43
- Teilnahme Gauliga Donau-Alpenland: 1943/44

## Geschichte SC Markersdorf
Obwohl Markersdorf zu Kriegsende von den Alliierten bombardiert worden war und der ganze Ort und vor allem natürlich das Flugfeld, das übrigens am 13. Mai 1938 von Generalfeldmarschall Hermann Göring feierlich eröffnet wurde und neben dem sich auch der Fußballplatz befand, zerstört war, dachte man in Markersdorf nicht daran, das Fußballspielen aufzugeben. Am 5. November 1945 wurde mit dem SC Markersdorf bereits ein neuer Verein gegründet, der in der Saison 1946/47 in der 2. Klasse Traisental begann und den beachtlichen sechste Rang belegte. Im Jahr 1969 wurde mit dem Bau eines neuen Sportplatzes begonnen und der Verein etablierte sich in den unteren Spielklassen Niederösterreichs. Bisheriger sportlicher Höhepunkt des SC Markersdorf war der überlegene Meistertitel in der 1. Klasse West-Mitte in der Saison 2003/04 und der damit verbundene Aufstieg in die Gebietsliga. Derzeit spielen die Markersdorfer in der 1. Klasse West-Mitte.
Im Dezember 2010 trat der SC Markersdorf der Sportunion bei, womit sich auch eine Vereinsnamensänderung in USC Markersdorf ergab.